# Gouvernement Zoli
 (septembre 2023).
Si vous disposez d'ouvrages ou d'articles de référence ou si vous connaissez des sites web de qualité traitant du thème abordé ici, merci de compléter l'article en donnant les références utiles à sa vérifiabilité et en les liant à la section « Notes et références ».
République italienne
Segni I Fanfani II
Le gouvernement Zoli (Governo Zoli, en italien) est le douzième gouvernement de la République italienne entre le 19 mai 1957 et le 30 juin 1958, pendant la deuxième législature du Parlement.

## Coalition et historique
Dirigé par le nouveau président du Conseil des ministres démocrate-chrétien Adone Zoli, précédemment ministre, il est soutenu par la seule Démocratie chrétienne (DC), qui dispose de 263 députés sur 590 à la Chambre des députés, soit 44,6 % des sièges, et de 116 sénateurs sur 244 au Sénat de la République, soit 47,5 % des sièges.
Il succède au premier gouvernement du démocrate-chrétien Antonio Segni, formé par une coalition entre la DC, le Parti social-démocrate italien (PSDI) et le Parti libéral italien (PLI). Le 10 juin 1957, Zoli annonce sa démission car il refuse de gouverner avec le soutien du Mouvement social italien (MSI). Celle-ci est finalement refusée par le président de la République, Giovanni Gronchi, douze jours plus tard.
À la suite des élections générales du 25 mai 1958, il est remplacé par le gouvernement du démocrate-chrétien Giuseppe Pella, constitué uniquement de la DC.

## Composition

### Initiale (19 mai 1957)
- Les nouveaux ministres sont indiqués en gras, ceux ayant changé d'attributions en italique.

| Fonction                                                                                | Titulaire | Titulaire            | Parti |
| --------------------------------------------------------------------------------------- | --------- | -------------------- | ----- |
| Président du Conseil des ministres Ministre du Budget et de la Programmation économique |           | Adone Zoli           | DC    |
| Vice-président du Conseil des ministres Ministre des Affaires étrangères                |           | Giuseppe Pella       | DC    |
| Ministres sans portefeuille                                                             |           |                      |       |
| Ministre pour la Réforme de l'Administration publique                                   |           | Mario Zota           | DC    |
| Ministre pour les Relations entre le gouvernement et le Parlement                       |           | Rinaldo Del Bo       | DC    |
| Ministres                                                                               |           |                      |       |
| Ministre de l'Intérieur                                                                 |           | Fernando Tambroni    | DC    |
| Ministre des Grâces et de la Justice                                                    |           | Guido Gonella        | DC    |
| Ministre des Finances                                                                   |           | Giulio Andreotti     | DC    |
| Ministre du Trésor                                                                      |           | Giuseppe Medici      | DC    |
| Ministre de la Défense                                                                  |           | Paolo Emilio Taviani | DC    |
| Ministre de l'Instruction publique                                                      |           | Aldo Moro            | DC    |
| Ministre des Travaux publics                                                            |           | Giuseppe Togni       | DC    |
| Ministre de l'Agriculture et des Forêts                                                 |           | Emilio Colombo       | DC    |
| Ministre des Transports                                                                 |           | Angelino Armandi     | DC    |
| Ministre des Postes et des Télécommunications                                           |           | Bernardo Mattarella  | DC    |
| Ministre de l'Industrie et du Commerce                                                  |           | Silvio Gava          | DC    |
| Ministre du Travail et de la Sécurité sociale                                           |           | Luigi Gui            | DC    |
| Ministre du Commerce extérieur                                                          |           | Guido Carli          | DC    |
| Ministre de la Marine marchande                                                         |           | Gennaro Cassiani     | DC    |
| Ministre des Participations de l'État                                                   |           | Giorgio Bo           | DC    |
| Haut-commissaire pour l'Hygiène et la Santé publique                                    |           | Angelo Giacomo       | DC    |

## Soutien parlementaire

### Votes de confiance
| Date        | Chambre                | Votants | Majorité | Pour | Contre | Abst. | Résultat |
| ----------- | ---------------------- | ------- | -------- | ---- | ------ | ----- | -------- |
| 4 juin 1957 | Sénat de la République | 229     | 115      | 132  | 93     | 4     | Accordée |
| 7 juin 1957 | Chambre des députés    | 560     | 281      | 305  | 255    | 11    | Accordée |